# Göppingen
Göppingen – miasto powiatowe w Niemczech, w kraju związkowym Badenia-Wirtembergia, w rejencji Stuttgart, w regionie Stuttgart, siedziba powiatu Göppingen, oraz wspólnoty administracyjnej Göppingen. Leży na przedpolu Jury Szwabskiej, nad rzeką Fils, ok. 35 km na wschód od Stuttgartu.
Po II wojnie światowej w mieście znajdował się obóz repatriacyjny.

## Dzielnice
Miasto dzieli się osiem dzielnic: Göppingen, Bartenbach, Bezgenriet, Faurndau, Hohenstaufen, Holzheim, Jebenhausen, Maitis.

## Transport
Miasto leży przy drogach krajowych B10 i B297 oraz linii kolejowej InterCity Stuttgart–Ulm, ze stacją Göppingen. Około 10 km na południe położona jest autostrada A8.

## Gospodarka
W mieście rozwinął się przemysł maszynowy, metalowy, włókienniczy, odzieżowy, chemiczny oraz drzewny.
W mieście funkcjonuje znany światowy producent modeli kolejowych- Märklin, który zaczynał produkcję od blaszanych zabawek 160 lat temu.  Przy zakładzie otwarto muzeum historii zabawek i modeli kolejowych.

## Sport
- Frisch Auf Göppingen - klub piłki ręcznej mężczyzn.

## Osoby

### urodzone w Göppingen
- F. W. Bernstein, liryk, grafik, satyryk
- Thomas Friz, muzyk
- Peter Häberle, prawnik
- Jürgen Klinsmann, piłkarz
- Michael Maestlin, matematyk
- Friedrich Christoph Oetinger, teolog
- Danny Schwarz, piłkarz
- Christian Ulmer, skoczek narciarski

## Współpraca
Miejscowości partnerskie:
- Foggia, Włochy
- Klosterneuburg, Austria
- Pessac, Francja
- Sonneberg, Turyngia